# 扬·策拉努
扬·策拉努（羅馬尼亞語：Ion Țăranu，1938年3月14日—），罗马尼亚男子摔跤运动员。他曾代表罗马尼亚参加1960年、1964年和1968年夏季奥林匹克运动会摔跤比赛，其中1960年奥运会获得一枚铜牌。